# Johannes Busch (Evangelist)
Johannes Busch (* 11. März 1905 in Elberfeld; † 14. April 1956 in Witten) war ein deutscher evangelischer Pfarrer, Evangelist, Bundeswart des Westdeutschen Jungmännerbundes und Autor.

## Leben
Der acht Jahre nach seinem bekannteren Bruder Wilhelm Busch geborene Johannes wuchs in Frankfurt am Main auf. Sein jüngster Bruder Friedrich („Fritz“) Busch studierte ebenfalls evangelische Theologe. Über seine Eltern, Pfarrer Wilhelm Busch in Elberfeld und Johanna Busch, geb. Kullen aus Hülben, wurde er religiös geprägt, dazu durch den rheinischen und schwäbischen Pietismus beeinflusst. 1924 machte er das Abitur und ging zum Theologiestudium nach Bielefeld-Bethel, Tübingen, Basel und Münster. Seine prägendsten Professoren waren Karl Barth und Adolf Schlatter. 
Als 25-Jähriger trat Johannes Busch 1930 in den Pfarrdienst in Witten an der Ruhr. 1934 wurde er durch die Deutschen Christen seines Amtes enthoben und erhielt Kirchenverbot. In der Folge predigte er das Evangelium von Jesus Christus auf dem Kirchenvorplatz und in einem Wirtshaussaal. Er wurde mehrmals durch die Geheime Staatspolizei verhaftet, jedoch wieder freigelassen. Im gleichen Jahr wurde er zum Bundeswart des CVJM-Westbundes berufen, unterstützt durch den Schatzmeister Eugen Arthur Fischer (1887–1974), wo er bis an sein Lebensende 1956 tätig war. Er war auch ein aktives Mitglied der Bekennenden Kirche Deutschlands.
1940 wurde Johannes Busch als Soldat eingezogen und diente als Regimentsadjutant einer Kraftfahrereinheit und als informeller Seelsorger im Kaukasus. Bei Kriegsende geriet er zuerst in russische und später in englische Kriegsgefangenschaft. Nach seiner Rückkehr wurde er Landesjugendpfarrer und Synodaler der Evangelischen Kirche Westfalens und Reichs-Evangelist und Reichs-Seelsorger des CVJM-Westbundes. Er war Redner an vielen Evangelisationsveranstaltungen für Jugendliche und brachte zudem die christliche Jugendzeitschrift Jugend unter dem Wort heraus. Er nahm an der CVJM-Weltjugendkonferenz 1947 in Oslo und an den Weltbundsitzungen des CVJM teil, wo seine Stimme gefragt war und seine Worte Gewicht hatten.
Johannes Busch starb im Alter von 51 Jahren in Witten an den Folgen von schweren Verletzungen eines Verkehrsunfalls, der durch einen betrunkenen Autofahrer verursacht worden war. An seiner Trauerfeier in Witten nahmen 10.000 Menschen teil.

## Familie
Johannes war verheiratet mit Grete geb. Johann, die bereits 1951 starb. Sie hatten vier Söhne und zwei Töchter; ein Sohn ist der Theologe Eberhard Busch.

## Namengeber
In mehreren Städten ist ein Johannes-Busch-Haus nach ihm benannt, so in Oer-Erkenschwick, Lüdenscheid, Münster, Nierstein am Rhein und Steinhagen.

## Schriften
- Stille Gespräche. Seelsorge für Mitarbeiter. 13. Auflage 1985.